# Fatou Diabaye
Fatou Diabaye (* 2. Januar 1985) ist eine ehemalige senegalesische Leichtathletin, die sich auf den Sprint spezialisiert hat.

## Sportliche Laufbahn
Erste internationale Erfahrungen sammelte Fatou Diabaye vermutlich im Jahr 2002, als sie bei den Juniorenweltmeisterschaften in Kingston mit der senegalesischen 4-mal-100-Meter-Staffel mit 47,55 s im Vorlauf ausschied und mit der 4-mal-400-Meter-Staffel im Finale nicht mehr an den Start gehen konnte. Im Jahr darauf gewann sie bei den Juniorenafrikameisterschaften in Garoua in 3:48,84 min die Bronzemedaille mit der 4-mal-400-Meter-Staffel und 2004 verpasste sie bei den Juniorenweltmeisterschaften in Grosseto mit 3:48,49 min den Finaleinzug. 2008 gewann sie bei den Afrikameisterschaften in Addis Abeba in 3:38,42 min gemeinsam mit Mame Fatou Faye, Maty Salame und Ndèye Fatou Soumah die Bronzemedaille hinter den Teams aus Nigeria und Kenia. Im Jahr darauf schied sie bei der Sommer-Universiade in Belgrad mit 25,90 s in der ersten Runde im 200-Meter-Lauf aus und sicherte sich mit der Staffel in 3:36,33 min die Bronzemedaille hinter den Teams aus Kanada und Russland. Anschließend belegte sie bei den Spielen der Frankophonie in Beirut in 54,79 s den fünften Platz im 400-Meter-Lauf und sicherte sich im Staffelbewerb in 3:36,27 min die Silbermedaille hinter dem kanadischen Team. 2010 schied sie bei den Afrikameisterschaften in Nairobi mit 56,35 s im Halbfinale über 400 Meter aus und gewann mit der Staffel in 3:35,55 min gemeinsam mit Ndèye Fatou Soumah, Marietou Badji und Amy Mbacké Thiam die Bronzemedaille hinter den Teams aus Nigeria und Kenia. Im Jahr darauf schied sie bei den Studentenweltspielen in Shenzhen mit 55,81 s im Semifinale über 400 Meter aus und belegte im Staffelbewerb in 3:43,15 min den sechsten Platz. Anschließend kam sie bei den Afrikaspielen in Maputo mit 25,78 s nicht über den Vorlauf über 200 Meter hinaus. 2012 schied sie bei den Afrikameisterschaften in Porto-Novo mit 55,19 s im Semifinale im Einzelbewerb aus und gewann mit der Staffel in 3:31,64 min gemeinsam mit Mame Fatou Faye, Amy Mbacké Thiam und Ndèye Fatou Soumah die Bronzemedaille hinter den Teams aus Nigeria und Botswana. Sie setze ihre Laufbahn ohne weitere Meisterschaftsteilnahmen bis 2015 fort und beendete dann ihre aktive Karriere im Alter von 30 Jahren.

## Persönliche Bestzeiten
- 200 Meter: 25,57 s (+1,3 m/s), 30. Mai 2014 in Zeulenroda
- 400 Meter: 54,48 s, 27. April 2010 in Abidjan